# Bucking Broncho
Bucking Broncho is een Amerikaanse stomme film uit 1894. De film werd gemaakt door de Edison Manufacturing Company en geregisseerd door William K. L. Dickson.
De film toont de Amerikaanse cowboy Lee Martin, bekend van de Buffalo Bill's Wild West Shows. Martin berijdt een wild paard terwijl een andere cowboy boven op het hek staat en met zijn pistool naar de grond schiet.